# 청진옥
청진옥은 대한민국 서울특별시 종로구 청진동에 있는 유서 깊은 한국 요리 음식점이다. 1937년에 설립되어 서울에서 여섯 번째로 오래된 현존하는 음식점이다. 해장국을 전문으로 한다.
2013년에는 역사적 가치와 품질을 인정받아 서울미래유산으로 지정되었다.

## 역사
이 음식점은 1937년 (일제강점기 중 서울이 경성부라고 불리던 시기) 현재 위치 근처에서 최동선과 이간난 부부에 의해 설립되었다. 당시 이 지역에는 많은 나무꾼들이 일했으며, 이 음식점은 이들 사이에서 인기가 많았다. 전하는 바에 따르면, 개업 초에는 쌀이 귀하여 사람들이 각자 쌀을 가져와서 식당에서 먹는 것이 흔했다. 다른 국밥 요리인 설렁탕처럼 해장국은 노동 계층에 인기가 많았고 경성부를 대표하는 음식으로 여겨졌다. 결국, 이 음식점은 2대 주인인 최창익과 김재인에게 넘어갔다. 이들은 3세대로 이어졌으며, 최창익은 2005년에 사망했다. 3대 주인은 회사에서 일하고 있었고, 가업을 이어받을 의사는 없었던 것으로 알려졌다.
2016년 기사에서 식당 주인은 인터뷰에서 식당에 평균 연령 58세, 평균 근속 연수 18.5년인 직원 12명이 있다고 밝혔다. 한 직원은 16세부터 67세까지 일했으며, 한 경비원은 45년간 근무했다.
식당의 불은 24시간 내내 꺼지지 않는다고 한다. 이 식당은 2013년부터 해장국 간편식을 판매하기 시작했다.